# 刘鸣九 (1900年)
刘鸣九（1900年—1997年9月14日），男，奉天（今辽宁）海城人，中国政治人物，曾任辽宁省政协副主席。